# Khan Russey Keo
Khan Russey Keo är ett distrikt i Kambodja.   Det ligger i provinsen Phnom Penh, i den södra delen av landet. Huvudstaden Phnom Penh ligger i Khan Russey Keo. Antalet invånare är 180 076.